# Nowa Tuchorza

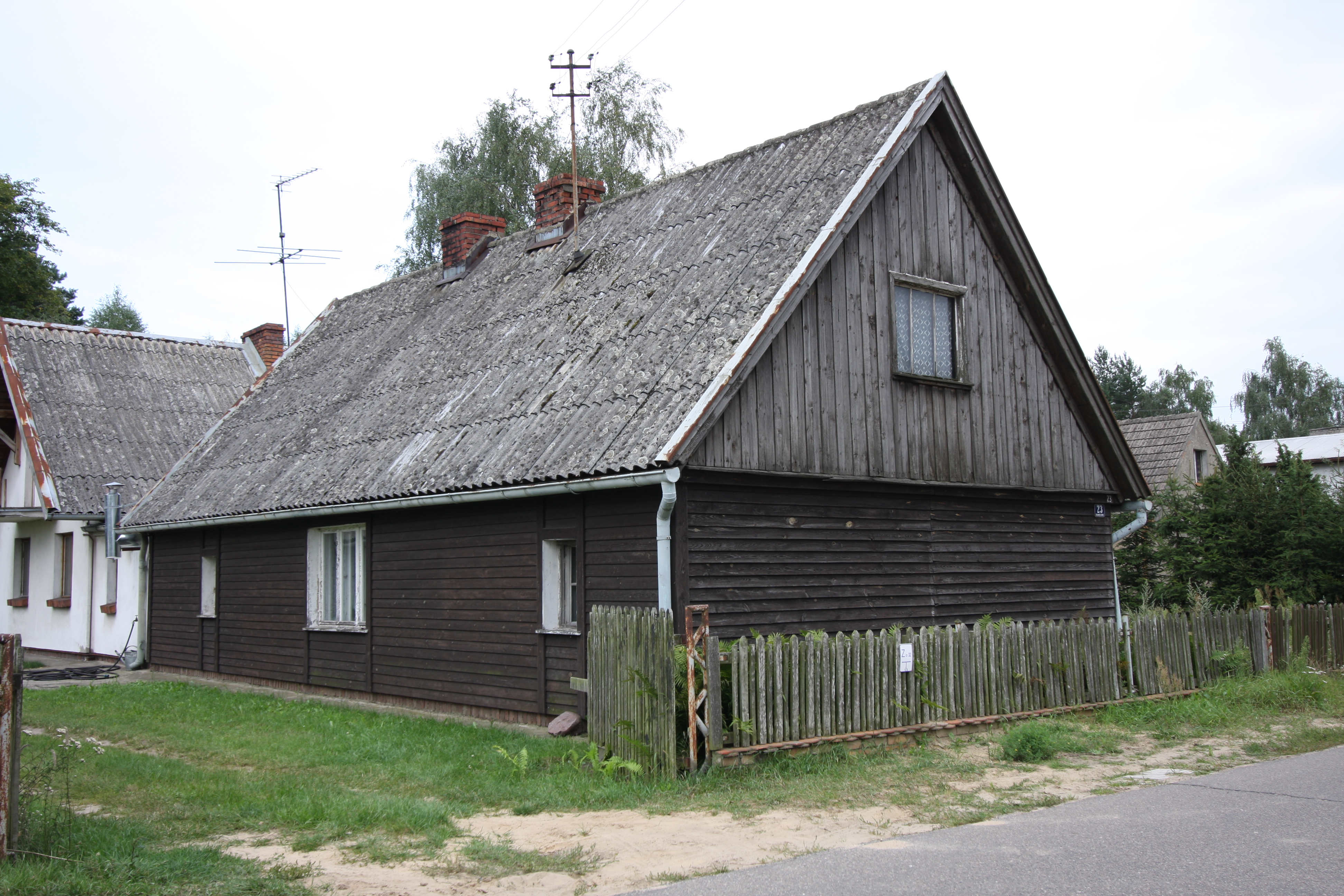
Denkmalgeschütztes Holzhaus in Nowa Tuchorza

Nowa Tuchorza ist ein Dorf in der Gemeinde Siedlec im Powiat Wolsztyński in der polnischen Woiwodschaft Großpolen. Der Ort liegt rund acht Kilometer südwestlich von Siedlec, zehn Kilometer nordwestlich von Wolsztyn und rund sechzig Kilometer südwestlich von Posen. Im Jahr 2021 war eine Einwohnerzahl von 173 verzeichnet.
Die überlieferten deutschen Namen der Ortschaft sind Neu Tuchorze-Hauland (1893) und Lindenheim (1940, vermutlich nur zur Zeit der deutschen Besetzung Polens).

## Kulturdenkmale
Unter Denkmalschutz stehen eine Vielzahl von Wohn- und Wirtschaftsgebäuden in Holzbauweise, die überwiegend aus der ersten Hälfte des 19. Jahrhunderts stammen.